# Fountain-Hills-Observatorium
Das Fountain-Hills-Observatorium  ist ein astronomisches Observatorium in Fountain Hills in Arizona, das 1998 vom Amateurastronomen Charles W. Juels gegründet wurde.
Die Sternwarte ist unter der Nummer 678 bei der IAU registriert.
Koordinaten: 33° 36′ 42″ N, 111° 43′ 0″ W